# アーサー・マナリング・ティンダル
アーサー・マナリング・ティンダル（Arthur Mannering Tyndall、1881年9月18日 - 1961年11月1日）はイギリスの物理学者である。ブリストル大学の物理学部長、 H.H.Wills物理学研究所の所長を務めた。

## 略歴
ブリストルに生まれた。1899年からブリストル大学の前身のユニバーシティ・カレッジ・ブリストルで学び、1903年から助講師となった。気体中のイオンの移動の研究を行い、1919年にブリストル大学の物理学の教授職（Henry Overton Wills Professor）を得た
。ティンダルの教えた学生には、ノーベル物理学賞を受賞したポール・ディラックがいる。1916年からブリストルの実業家、ヘンリー・ハーバード・ウィリスと親しくし、近代的な物理学研究所の建設の資金を獲得し、 H.H.Wills物理学研究所が設立され、ティンダルは所長となった。多くの優れた物理学者をブリストル大学に招き、研究所をイギリスの物理学の先端研究の場所にした。理論物理学のジョン・レナード＝ジョーンズや固体物理学のネヴィル・モット、素粒子物理学のセシル・パウエルらが有名である。1948年に退職するが、その後も大学の運営に貢献した。
歴史の古い物理学雑誌、「フィロソフィカル・マガジン」（Philosophical Magazine）の編集委員も務めた。
1933年に王立協会フェローに選ばれた。イギリス国立物理学研究所の上級執行委員会の委員を務め、1946年から1948年まで英国物理学会の会長を務めた。